# Alikhan Samadov
Alikhan Imamkhan oglu Samadov (en azerí: Əlixan İmamxan oğlu Səmədov; Sumqayıt, 27 de abril de 1964) es un músico de Azerbaiyán, intérprete de música popular azerbaiyana en balabán.

## Biografía
Alikhan Samadov nació el 27 de abril de 1964 en Sumqayit. Entre 1986 y 1990 estudió en la Universidad Pedagógica Estatal de Azerbaiyán. Desde 1993 vive en Turquía.
Interpretó en conciertos en Alemania, Francia, Japón, España, Singapur, Macedonia, Kosovo, Rumania, Grecia y Bulgaria. Es autor del libro “El método de balabán”.
El 27 de mayo e 2018, por orden del presidente de Azerbaiyán, Alikhan Samadov fue galardonado con el título “Artista del pueblo de la República de Azerbaiyán”.

## Premios y títulos
- Artista de Honor de Azerbaiyán (2014)
- Artista del pueblo de la República de Azerbaiyán (2018)[3]